# Vanitas vanitatum et omnia vanitas

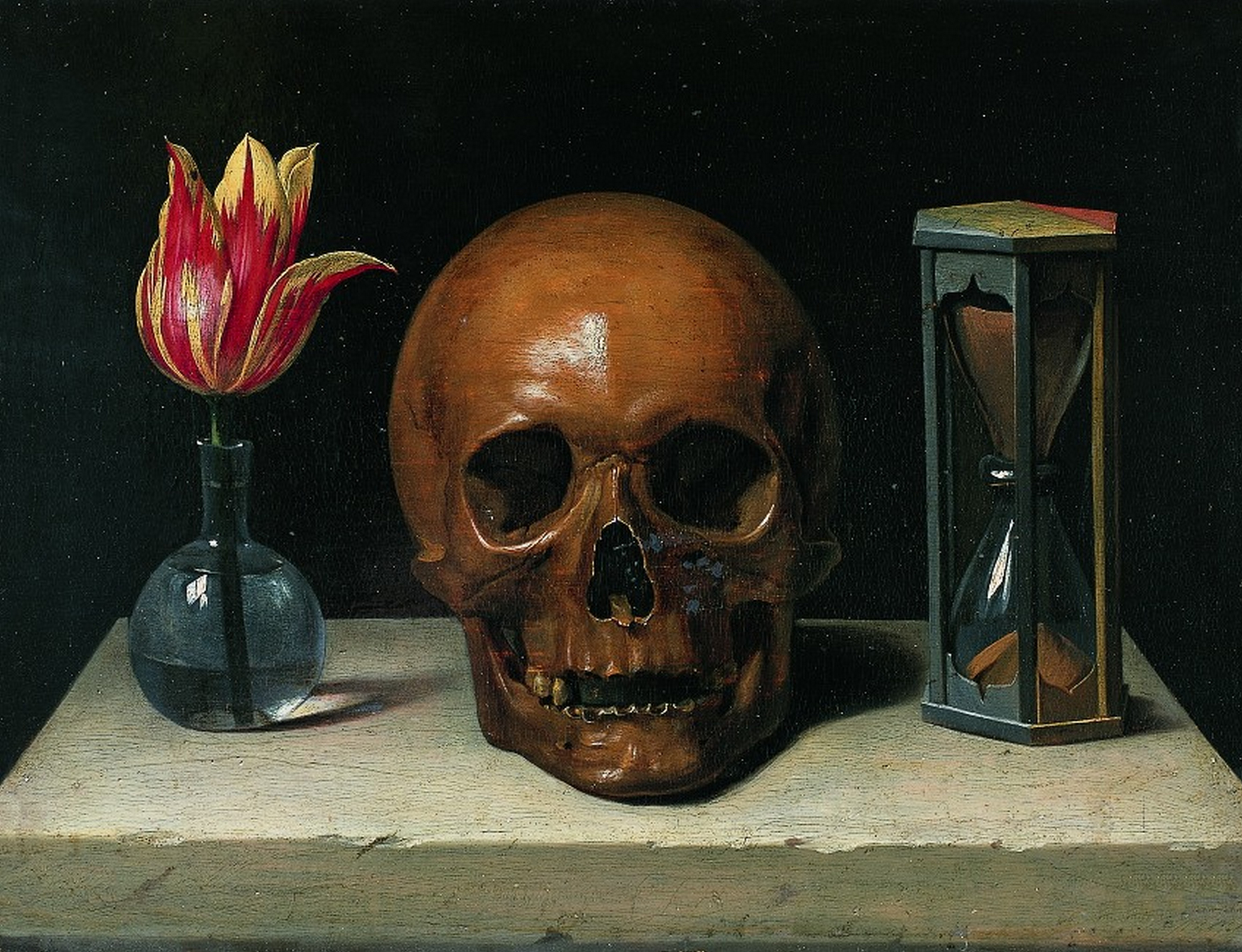
Vanité ou Allégorie de la vie humaine, 1646 (ou vers 1671) par Philippe de Champaigne.

Vanitas vanitatum et omnia vanitas (traduction dans la Vulgate de הבל־הבלים־הכל־הבל — Havel havalim, hakhol havel — dans la Bible hébraïque) est une locution latine qui se traduit en français par Vanité des vanités et tout est vanité. Tout comme le Rien de nouveau sous le soleil, la phrase est tirée du Livre de l'Ecclésiaste, un des livres sapientiaux de l'Ancien Testament, où elle apparaît en deux occurrences (Ecc. 1:2 et Ecc. 12:8).

## Description
La formule « vanité des vanités », calque de l'hébreu הבל־הבלים (havel havalim), a une valeur superlative comme souvent les répétitions dans l'hébreu biblique. Une traduction plus juste serait sans doute vanité entre toutes les vanités ou la plus grande des vanités (de même, le Cantique des Cantiques devrait se comprendre comme le Cantique entre tous ou le plus grand de tous les Cantiques, le Saint des Saints serait le (lieu) saint entre les (lieux) saints).
C'est par cette formule que s'ouvre et se clôt le long discours de l'Ecclésiaste (aussi appelé Qohélèt d'après son nom hébraïque), lequel discours constitue les douze chapitres du livre homonyme. L'Ecclésiaste, un homme sage, après avoir exploré chaque aspect de la vie terrestre, y expose en effet la conclusion à laquelle il est arrivé que tout est vanité et poursuite de vent, laquelle est annoncée dès le début du livre.
Selon Procope de Césarée, quand le roi des Vandales Gélimer, vaincu et capturé en 534 par les Byzantins, fit son entrée dans l'hippodrome de Constantinople pendant le triomphe de l'empereur Justinien, et qu'il le vit assis sur un trône élevé, il sentit plus encore qu'auparavant la grandeur de son infortune et aurait prononcé ce verset de l'Ecclésiaste.